# Sacrifice (canción de Bebe Rexha)
«Sacrifice» —en español: Sacrificio— es una canción de la cantante estadounidense Bebe Rexha, de su segundo álbum de estudio Better Mistakes. Fue lanzado como el segundo sencillo del álbum el 5 de marzo de 2021.

## Composición
La canción fue escrita por Rexha, junto a Pablo Bowman, Peter Rycroft y el productor de la canción Burns. Rexha lo describió como la única pista de baile de Better Mistakes. Musicalmente, es una canción dance-pop con ritmo para el club y hooks de inmersión profunda.

## Video musical
El video musical se estrenó el 5 de marzo de 2021 durante la serie Lanzada de YouTube Originals. Se inspiró en películas de los 90 como Blade y The Matrix y retrata a Rexha como una mujer vampiro. Dirigida por Christian Breslauer, también cuenta con influencers Nava Rose, Guetcha y Princess Gollum.

## Posicionamiento en listas
| Listas (2021)                               | Mejor posición |
| ------------------------------------------- | -------------- |
| Bélgica (Flandes) (Ultratip Bubbling Under) | 12             |
| CEI (Tophit)                                | 57             |
| Estados Unidos (Adult Top 40)               | 25             |
| Estados Unidos (Dance/Mix Show Airplay)     | 10             |
| Estados Unidos (Mainstream Top 40)          | 29             |
| Hungría (Rádiós Top 40)                     | 27             |
| Hungría (Single Top 40)                     | 32             |
| Países Bajos (Dutch Top 40)                 | 39             |
| Países Bajos (Mega Single Top 100)          | 62             |
| Nueva Zelanda Hot Singles (RMNZ)            | 17             |
| Polonia (Polish Airplay Top 100)            | 18             |
| República Checa (Rádio Top 100)             | 46             |
| Rusia (Tophit)                              | 87             |

## Certificaciones
| País    | Organismo certificador | Certificación | Ventas certificadas | Ref. |
| ------- | ---------------------- | ------------- | ------------------- | ---- |
| Polonia | ZPAV                   | Oro           | 25 000              |      |

## Historial de lanzamientos
| Región | Fecha              | Formato (s)                | Versión               | Etiquetas) | Ref.   |
| ------ | ------------------ | -------------------------- | --------------------- | ---------- | ------ |
| Varios | 5 de marzo de 2021 | Descarga digital streaming | Original              | Warner     | [ 18 ] |
| Varios | 6 de abril de 2021 | Descarga digital streaming | Remix de Niiko x Swae | Warner     | [ 19 ] |
| Varios | 9 de abril de 2021 | Descarga digital streaming | Remix de Gorgon City  | Warner     | [ 20 ] |